# Corupția în Uganda
Corupția în Uganda se caracterizează prin furtul pe scară largă a fondurilor publice⁠(d) și prin corupție mică care implică funcționari publici la toate nivelurile societății, precum și sisteme de patronaj politic larg răspândite. Corupția de elită în Uganda este realizată printr-un sistem de patronaj care a fost exacerbat de ajutorul extern. Ajutorul a oferit guvernului cantități mari de resurse care contribuie la practicile corupte care se desfășoară în țară. Stilul de corupție folosit este acela de a câștiga loialitate și sprijin, astfel încât oficialii să poată rămâne la putere. Una dintre cele mai recente forme de corupție este realizată prin achizițiile publice, din cauza lipsei de transparență cu tranzacțiile care au loc în cadrul guvernului.

## Contextul corupției în Uganda
Procesul de a oferi cadouri pentru a primi ceva în schimb a fost întotdeauna o caracteristică în tradiția ugandeză. În trecut, această practică era o normă și nu era văzută ca fiind ilegală, fiind imposibil ca aceasta să fie eliminată peste noapte.

## Corupția post-independență
Corupția în Uganda nu este un lucru nou. Există o lungă istorie de corupție în guvernele din Uganda. Unele dintre nivelurile de corupție ale guvernelor au fost mai extreme decât altele.

### Regimul Idi Amin
Uganda sub Idi Amin a fost un stat foarte represiv. Armata lui era foarte agresivă și ucideau oameni dacă simțeau că se opun regimului într-un fel, ceea ce a dus la moartea a aproximativ 100.000 de oameni în cei șapte ani de putere. În timpul domniei lui Amin, el a preluat majoritatea afacerilor care erau conduse de o rasă diferită și au fost date prietenilor săi. Multe afaceri au început să se închidă din cauza lipsei de experiență și cunoștințe pe care le aveau prietenii în conducerea acestor afaceri. Toate domeniile societății erau prost gestionate și indisciplinate. Curând, Uganda sub regimul Amin a devenit cunoscută pentru cultura sa de supraviețuire, care a făcut din corupție un aspect central al societății. Mulți oameni au părăsit economia formală și au trecut la instituții informale în care nu existau reglementări guvernamentale.

### Mișcarea Națională de Rezistență (NRM)
Când Mișcarea Națională de Rezistență⁠(d) a intrat la putere în Uganda, liderul ei, Yoweri Museveni s-a confruntat cu sarcina de a reforma guvernul. De asemenea, a trebuit să-i convingă pe oameni să se alăture din nou în economia formală, deoarece piața neagră și alte forme de instituții informale erau larg răspândite în timpul regimului Amin. Museveni a spus că a simțit că a adoptat relele corupției. El a implementat legi și un program în zece puncte pentru a ajuta la stoparea corupției în Uganda. Chiar dacă Museveni a încercat să reformeze guvernul, acesta a avut un impact redus asupra stopării efective a corupției.

### Biroul Primului Ministru
Un document confidențial scurs a scos la iveală scandaluri ascunse din Biroul Primului Ministru al Ugandei (OPM). Charles Odongtho, expertul în relații publice al OPM, a dezvăluit din neatenție mai multe crize în timpul cererii sale de reînnoire a contractului. Dezvăluirile includ:
- Distribuția alimentelor putrezite în Nakasongola
- Un incident care a implicat 85 de milioane de șilingi pentru îngrijirea medicală a viceprim-ministrului
- Cheltuieli excesive pentru închirierea elicopterelor
- Acuzații de acaparare de terenuri care îl implică pe fratele primului ministru
- Gestionarea controversată a dispariției unui susținător al opoziției

Aceste dezvăluiri evidențiază o cultură a secretului și a controlului daunelor în cadrul OPM, ridicând întrebări cu privire la etica și transparența biroului.

## Ajutorul extern
Ajutorul extern a contribuit la corupția în Uganda prin sumele mari de bani și resursele trimise. Donatorii străini au încercat să liberalizeze economia Ugandei pentru a încerca să pună capăt corupției. Banca Mondială și Fondul Monetar Internațional oferă asistență Ugandei prin programe de ajustare structurală⁠(d). Aceste programe au încurajat Uganda să descentralizeze și să privatizeze. Când Uganda a început privatizarea, au făcut acest lucru într-un mod netransparent, ceea ce a permis oficialilor guvernamentali să obțină aceste active deținute de stat.

## Sectorul public
Există mai multe zone cu risc ridicat de corupție, cum ar fi poliția, sistemul judiciar⁠(d) și achizițiile publice. Întreprinderile sunt deosebit de vulnerabile atunci când licitează contracte publice în Uganda, deoarece procesele sunt adesea netransparente, iar plățile în numerar sunt cerute de la ofițerii de achiziții.
În indicele de percepție a corupției din 2024 al Transparency International, Uganda a obținut un scor de 26 pe o scară de la 0 („foarte corupt”) la 100 („necorupt”). Când a fost clasată după scor, Uganda s-a clasat pe locul 140 dintre cele 180 de țări din Index, unde țara clasată pe primul loc este percepută a avea cel mai onest sector public. Pentru comparație cu scorurile regionale, scorul mediu în rândul țărilor din Africa subsahariană a fost de 33. Cel mai mare scor din Africa subsahariană a fost 72, iar cel mai mic scor 8. Pentru comparație cu scorurile la nivel mondial, cel mai bun scor a fost 90 (locul 1), scorul mediu a fost 43, iar cel mai slab scor a fost 8 (locul 180).

## Eforturile anticorupție
Oficialii continuă să se implice în practici de corupție, în ciuda legilor și instrumentelor instituționale care sunt în vigoare pentru a preveni și pedepsi corupția. În încercarea de a lupta împotriva corupției, Yoweri Museveni a creat noi instituții atât la nivel local, cât și la nivel național. Donatorii au fost atrași de Uganda din cauza dorinței lor de a reforma și de a opri corupția. Donatorii străini au început să trimită ajutor condiționat pentru a ajuta Uganda în procesul de reformă. Ajutorul primit de Uganda a venit sub forma unor programe de ajustare structurală, care au fost formate de FMI și Banca Mondială. Programele de ajustare structurală au fost sub formă de împrumuturi condiționate cu politici de reformă care au fost menite să ajute Uganda în tranziția către un stat mai liberalizat.

## Notă explicativă
1. ↑  Angola, Benin, Botswana, Burkina Faso, Burundi, Camerun, Capul Verde, Republica Centrafricană, Ciad, Comore, Côte d'Ivoire, Republica Democrată Congo, Djibouti, Guineea Ecuatorială, Eritreea, Eswatini, Etiopia, Gabon, Gambia, Ghana, Guineea, Guineea-Bissau, Kenya, Malawi, Maliagaoscar, Madania, Liberia, Lesoth, Maliagaoscar Mauritius, Namibia, Niger, Nigeria, Republica Congo, Rwanda, Sao Tome și Principe, Senegal, Seychelles, Sierra Leone, Somalia, Africa de Sud, Sudan de Sud, Sudan, Swaziland, Tanzania, Togo, Uganda, Zambia și Zimbabwe.